# Eutettix subspinosus
Eutettix subspinosus är en insektsart som beskrevs av Hepner 1942. Eutettix subspinosus ingår i släktet Eutettix och familjen dvärgstritar. Inga underarter finns listade i Catalogue of Life.